# Ізвору (Вилча)
Ізвору (рум. Izvoru) — село у повіті Вилча в Румунії. Входить до складу комуни Крецень.
Село розташоване на відстані 155 км на захід від Бухареста, 45 км на південь від Римніку-Вилчі, 52 км на північний схід від Крайови.

## Населення
За даними перепису населення 2002 року у селі проживали 664 особи, усі — румуни. Усі жителі села рідною мовою назвали румунську.